# 積
積（せき）とは数学の乗法の結果を指す。平面や物体の広さや大きさは乗法によって得られるため、転じて広さや大きさという意味も持つ。
同列の言葉として加法の結果を示す和、減法の結果を示す差、除法の結果を示す商があり、まとめて和差積商と呼ぶ。
数学において 1 との乗算は演算前と演算後で値に変化が見られないことから省略される。そのため全ての実数が積であるともいうことが可能である

## 他の積
- 集合の積
- 位相空間の積
- 圏における積
- 圏の積（英語版）

etc.